# Bielek József
Bielek József (Budapest, 1934. február 6. – Budapest, 2008. november) magyar politikus, a Fővárosi Tanács Végrehajtó Bizottságának utolsó elnöke.

## Életpályája
Bielek József 1976-tól dolgozott Budapest Főváros Tanácsánál, mint munkaügyi főosztályvezető, bizottsági titkár és általános alelnök. 1988-tól 1989-ig tanácselnök-helyettes, majd 1989 és 1990 között a Fővárosi Tanács elnöke volt. Bielek József segítette  az önkormányzati rendszerre való átállást. Az 1990-es márciusi parlamenti választásokon a Hazafias Választási Koalíció (HVK) budapesti területi listájának vezető képviselőjelöltjeként nem nyert mandátumot.

## Díjai, elismerései
- Munka Érdemrend arany fokozata (1980)
- Április Negyedike Érdemrend (1987)